# Henschel Typ Kassel
Die zweiachsigen schmalspurigen Tenderlokomotiven Typ Kassel waren Industriebahnlokomotiven von Henschel, die in fünf verschiedenen Spurweiten hergestellt und bevorzugt auf großen Baustellen und in größeren Bergwerken oder Tagebauen eingesetzt wurden. Eine Lokomotive fuhr von 1951 bis Ende der 1960er Jahre im Tagebau Olbersdorf Übergabezüge zur Zittauer Schmalspurbahn. Es ist keine Lokomotive erhalten.

## Geschichte
Die Lokomotiven wurden erstmals von Henschel 1920 geliefert und als Typ Kassel bezeichnet. Sie wurden bevorzugt von Lokomotivhändlern und Bauunternehmen bezogen, die die Lokomotiven für weitere Einsätze an ihre Kunden oder Baustellen vermieteten. Die erste Lokomotive erhielten 1920 die Gebrüder Stumm in Neunkirchen mit der Fabriknummer 17683. Unter den namentlich bekannten Henschel-Lokomotiven waren die der Type Kassel nur geringfügig größer und stärker als die von des Typs Preller. Sie wurden für die Spurweiten 600 mm, 750 mm, 760 mm, 900 mm und 1067 mm verwendet. Der Einsatz erfolgte vorrangig in Deutschland, die beiden Lokomotiven in Kapspur wurden mit den Fabriknummern 20867 und 20868 an einen Lokhändler in London geliefert, die Lokomotive für die 760 mm Spur an eine Chengtai-Railway.
Über den Verbleib dieser Lokomotiven sind mit Ausnahme der Lokomotive der Grube Olbersdorf keine Informationen bekannt.

### Tagebau Olbersdorf 1
1948 wurde im damaligen Tagebau Olbersdorf bis zum Bahnhof Olbersdorf Oberdorf der Zittauer Schmalspurbahn zum Abtransport der gestiegenen Fördermengen an Kohle ein Übergabegleis mit 750 mm Spurweite angelegt. Für die Übergabezüge wurde 1951 eine der drei 1920 von Henschel an den Lokhändler Berger in Berlin gelieferten Lokomotiven mit der Fabriknummer 20646 verwendet. Die Lokomotive trug im Tagebau Olbersdorf die Nummer 1, eine zweite Lokomotive mit der Nummer 2 kam von Hanomag. Mit den Lokomotiven wurden von nun an Übergabezüge zur Zittauer Schmalspurbahn gefahren. 1972 wurde das Gleis nicht mehr benötigt, da die Lieferung der Kohle zum Verbraucher von nun an per LkW erfolgte. Die letzte Dampflok der Anschlussbahn wurde 1972 verschrottet.

## Konstruktion
Die Lokomotiven zählten zu den Regelbauarten von Henschel-Baulokomotiven und wurden im Katalog mit einem geringen Beschaffungspreis, kurzen Lieferfristen, schneller Beschaffung von Ersatzteilen und einem geringen Ersatzteillager angeboten. Durch die vorrangige Ausführung mit Spurweite 900 mm und 750 mm waren sie vorzugsweise für mittlere Zuglasten in Baubetrieben, Klein- und Hüttenbahnen gut einsetzbar. Sie wurden in Voraussicht auf ein großes Absatzgebiet auf Vorrat gefertigt und von Händlern vertrieben.
Die Lokomotiven besaßen einen Blechrahmen mit einer Stärke von 20 mm, der gleichzeitig als Wasserkastenrahmen im Bereich der ersten Achse ausgelegt war. Außerdem führten sie seitliche Wasserkästen mit. Die Lokomotiven waren standardmäßig für Steinkohlenfeuerung ausgelegt und hatten einen Kessel mit einer Feuerbüchse aus Kupfer. Auf Wunsch konnte für den Einsatz mit schwefelhaltiger Kohle eine eiserne Feuerbüchse eingebaut werden. Der Kessel bestand aus zwei Schüssen, auf dem ersten saß der Dampfdom, auf dem zweiten der Sandkasten. Innerhalb der zehnjährigen Lieferperiode gab es einige Änderungen beim Bau hinsichtlich Vereinheitlichung oder Erleichterung bei Wartungsarbeiten.
Alle Lokomotiven wurden als Zweizylinder-Naßdampflokomotiven gebaut. Die Heusinger-Steuerung wurde mit einem einfachen Handhebel umgelegt. Sie besaßen Handbremse und Hand-Sandstreuer. In der Normalausführung waren sie mit einer einzigen mittleren Stirnlampe an der Rauchkammertür bzw. Führerhausrückwand als Petroleumbeleuchtung ausgerüstet.